# Elizabeth (filme)
Elizabeth é um filme britânico de 1998, dos gêneros drama e biografia, dirigido por Shekhar Kapur. Indicado para 10 categorias do BAFTA Awards, 6 Academy Awards e 3 Globos de Ouro, esta produção é considerada a consagração de Cate Blanchett no cinema mundial.
O elenco inclui Cate Blanchett, Geoffrey Rush, Joseph Fiennes e Emily Mortimer, como protagonistas, e Christopher Eccleston, Vincent Cassel, Fanny Ardant e John Gielgud como antagonistas. O filme é uma biografia de Elizabeth I, que assume o trono inglês em um período conturbado e decide sacrificar sua vida pessoal para enfrentar as ameaças ao seu reinado.

## Sinopse
Em 1558 a rainha católica Mary I sucumbe a um tumor maligno, deixando como única herdeira sua meia-irmã Elizabeth, que já havia sido presa por "conspirações contra a Coroa". Elizabeth é aconselhada a casar-se e gerar um herdeiro que lhe asseguraria o trono inglês e a confiança do povo. A "Rainha Virgem" tem, então, de enfrentar diversas ameaças ao seu reinado: o Duque de Norfolk e Mary Stuart, seus primos católicos, e Maria de Guise, que firma aliança com os franceses para derrotá-la. Outro grande opositor de Elizabeth é o Papa, que a acusa de permitir a morte de milhares de católicos.

## Elenco
- Cate Blanchett ....  Elizabeth I
- Geoffrey Rush ....  Sir Francis Walsingham
- Christopher Eccleston ....  Duque de Norfolk
- Kathy Burke ....  Rainha Maria I de Inglaterra
- Joseph Fiennes ....  Robert Dudley, Earl of Leicester
- Richard Attenborough ....  Sir William Cecil
- Fanny Ardant ....  Mary de Guise
- Eric Cantona ....  Monsieur de Foix
- Vincent Cassel ....  Duc d'Anjou
- Edward Hardwicke ....  Earl de Arundel
- Emily Mortimer ....  Kat Ashley
- John Gielgud ....  Papa Pio V

## Principais prêmios e indicações
Oscar 1999 (EUA)
| Ano  | Categoria                    | Notas                     | Resultado |
| ---- | ---------------------------- | ------------------------- | --------- |
| 1999 | Melhor Filme                 | Elizabeth                 | Indicado  |
| 1999 | Melhor Atriz                 | Cate Blanchett            | Indicado  |
| 1999 | Melhor Direção de Arte       | John Myhre e Peter Howitt | Indicado  |
| 1999 | Melhor Fotografia            | Remi Adefarasin           | Indicado  |
| 1999 | Melhor Figurino              | Alexandra Byrne           | Indicado  |
| 1999 | Melhor Maquiagem             | Jenny Shircore            | Venceu    |
| 1999 | Melhor Trilha Sonora (Drama) | David Hirschfelder        | Indicado  |

Globo de Ouro 1999 (EUA)
| Ano  | Categoria                       | Notas          | Resultado |
| ---- | ------------------------------- | -------------- | --------- |
| 1999 | Melhor Filme Dramático          | Elizabeth      | Indicado  |
| 1999 | Melhor Diretor                  | Shekhar Kapur  | Indicado  |
| 1999 | Melhor Atriz em Filme Dramático | Cate Blanchett | Venceu    |

BAFTA 1999 (Reino Unido)
| Ano  | Categoria                  | Notas              | Resultado |
| ---- | -------------------------- | ------------------ | --------- |
| 1999 | Melhor Filme               | Elizabeth          | Indicado  |
| 1999 | Prêmio Alexandre Korda     | Elizabeth          | Venceu    |
| 1999 | Melhor Atriz               | Cate Blanchett     | Venceu    |
| 1999 | Melhor Ator Coadjuvante    | Geoffrey Rush      | Venceu    |
| 1999 | Melhor Roteiro Original    | Michael Hirst      | Indicado  |
| 1999 | Melhor Edição              | Jill Bilcock       | Indicado  |
| 1999 | Melhor Desenho de Produção | John Myhre         | Indicado  |
| 1999 | Melhor Fotografia          | Remi Adefarasin    | Venceu    |
| 1999 | Melhor Figurino            | Alexandra Byrne    | Indicado  |
| 1999 | Melhor Maquiagem           | Jenny Shircore     | Venceu    |
| 1999 | Prêmio Anthony Asquith     | David Hirschfelder | Indicado  |